# Eduardo Pereira
Eduardo Ribeiro Pereira GCM (28 de junho de 1927 – Sesimbra, 9 de maio de 2015) foi um engenheiro e político português. Licenciado em engenharia civil pelo Instituto Superior Técnico, ocupou diversos cargos em governos portugueses.
A 10 de Junho de 2007, foi agraciado com a Grã-Cruz da Ordem do Mérito.
Faleceu a 9 de maio de 2015, na sua residência, em Sesimbra, aos 87 anos de idade.

## Funções governamentais exercidas
- VI Governo Provisório
  - Ministro da Habitação, Urbanismo e Construção
- I Governo Constitucional
  - Ministro da Habitação, Urbanismo e Construção
- IX Governo Constitucional
  - Ministro da Administração Interna